# Baculellidae
Baculellidae es una familia de la superfamilia Komokioidea y del orden Komokiida. Su rango cronoestratigráfico abarca el Holoceno.

## Discusión
Baculellidae ha sido tradicionalmente incluido en el orden Textulariida o en el orden Astrorhizida. Clasificaciones recientes han incluido Baculellidae y la superfamilia Komokioidea en el suborden Astrorhizina del orden Astrorhizida.

## Clasificación
Baculellidae incluye a las siguientes géneros:
- Arbor
- Baculella
- Catena
- Chondrodapis
- Edgertonia
- Skeletonia

Otros géneros inicialmente asignados a Baculellidae y actualmente clasificados en otras familias son:
- Globipelorhiza, ahora en la Familia Komokiidae